# Amy Farrah Fowler
Amy Farrah Fowler (coniugata Cooper) è un personaggio della sitcom The Big Bang Theory, interpretata da Mayim Bialik e doppiata in italiano da Emilia Costa.

## Il personaggio
Amy Farrah Fowler è una neurobiologa, prima amica, poi fidanzata e infine moglie di Sheldon, che ha conosciuto su un sito di incontri online per via di un profilo falso creato da Howard e Raj. Non viene mai esplicitamente detto quale sia la sua città natale (tuttavia, in un episodio della quinta stagione, Sheldon la definisce "sofisticata pupa di Glendale").
Il suo carattere può essere facilmente paragonabile ad una versione femminile di Sheldon. Con il tempo, però, al contrario di Sheldon, Amy comincia a relazionarsi con gli altri del gruppo, in particolare Penny e Bernadette. Ha un PhD in neurobiologia, e si interessa specialmente di studi sui vertebrati e sul particolare esperimento di testare la dipendenza da nicotina e droghe sulle scimmie: tiene infatti nel suo appartamento una scimmia fumatrice. Vive nell'appartamento 314 di un edificio a Pasadena, ma nella decima stagione si trasferisce con Sheldon nell'appartamento di Penny. È allergica all'avocado, suona l'arpa per hobby, non ha alcun senso della moda e ha un rapporto conflittuale con la madre, che l'ha cresciuta impedendole di crearsi delle amicizie per paura che la portassero sulla cattiva strada, mentre va d'accordo con il padre, essendo entrambi succubi della donna.
È una fan del cantante Neil Diamond. Inoltre è un'amante della poesia medievale e della letteratura. Il suo romanzo preferito è Orgoglio e pregiudizio ed è un'appassionata della serie tv La casa nella prateria. Non sopporta le serie di Guerre stellari e Star Trek, non tanto perché non sia interessata alla fantascienza, ma perché molto spesso rappresentano un ostacolo nella sua relazione con Sheldon, fino a quando quest'ultimo sceglie di passare la sua prima notte d'amore con lei piuttosto che andare a vedere il nuovo film di Star Wars.

## Rapporti con altri personaggi

### Sheldon
Nonostante dalla quarta stagione Amy e Sheldon stringano un rapporto abbastanza stretto, per tutta la durata di essa Sheldon insiste fortemente e in maniera risoluta che Amy sia solo sua amica e non la sua ragazza.
Al termine della quarta stagione, dopo una serata in un locale con Penny, Bernadette e Sheldon, Amy – visibilmente ubriaca – invita quest'ultimo a casa sua e lo bacia, gesto che lo scienziato commenta con un "affascinante". La mattina dopo, Amy si scusa in videochat per l'accaduto e i due decidono di riprendere il loro rapporto da "un punto di ripristino", tipica frase del gergo informatico. Successivamente Sheldon chiede ad Amy di diventare la sua fidanzata, dopo che lei lo aveva fatto ingelosire. Amy accetta e Sheldon le fa firmare il "Contratto tra fidanzati", simile al "Contratto tra coinquilini" firmato con Leonard. Quasi sempre Sheldon usa il contratto per obbligare Amy a soddisfare le sue esigenze, dato che Sheldon lo ha redatto per indicare a Amy quali comportamenti e codici di condotta adottare nella loro storia. Lei, spesso rassegnata, si vede costretta ad assecondarlo.
Al contrario di Sheldon, Amy ha delle pulsioni sessuali che si manifestano, anche se agli inizi raramente. Ad esempio, nell'episodio della quinta stagione La permutazione dell'isolamento, Amy pretende attenzioni sessuali sotto forma di "una notte infuocata che mi scaldi l'anima e mi infiammi i lombi": Sheldon contropropone "carezze sulla testa e un tè caldo". Parte così una contrattazione che si conclude con "sette minuti di coccole". Successivamente, soprattutto da quando diventa ufficialmente la fidanzata di Sheldon, Amy inizia a mostrare sempre di più queste pulsioni e in particolare un forte desiderio sessuale nei confronti di Sheldon, tanto da diventare parte del lato comico del personaggio. Le difficoltà del ragazzo nell'adattarsi alle convenzioni sociali renderanno lento l'evolversi del loro rapporto, ma gradualmente le cose cambieranno; infatti nella settima stagione (durante la festa di San Valentino) Sheldon bacerà Amy, mentre nell'ottava confesserà alla fidanzata di amarla.
Nel finale dell'ottava stagione Amy decide di prendersi una pausa di riflessione dalla loro relazione, sentendo che le cose tra lei e il suo fidanzato vanno troppo a rilento, ignara che lui nel frattempo aveva comprato un anello di fidanzamento; nella nona invece Amy, nonostante ami tanto Sheldon, lo lascia definitivamente perché non riesce più a sopportare la sua immaturità e il suo egoismo, ma nella decima puntata della stagione la coppia si riunisce, dato che Sheldon finalmente capirà quanto Amy lo abbia cambiato positivamente (grazie alla canzone Darlin' dei The Beach Boys), confessandole tutto il suo amore. Inoltre, nel giorno del suo compleanno, lei passerà la tanto attesa prima notte d'amore con il ragazzo. Da quel momento i due faranno sesso ad ogni compleanno di Amy, salvo qualche eccezione.
Nella decima stagione, a causa di un problema con le tubature, Amy non può stare a casa sua per cinque settimane e Penny e Leonard le propongono di provare a vivere insieme a Sheldon nell'appartamento di Penny; la convivenza va talmente bene che i due decidono di trasferirsi definitivamente. Nell'ultimo episodio della stessa stagione, Amy riceverà inaspettatamente una proposta di matrimonio da Sheldon e darà una risposta positiva nel primo episodio della stagione successiva, che si concluderà con il matrimonio della coppia.
Nell'ultima stagione, vince il Premio Nobel per la fisica insieme al marito. Poco prima della cerimonia di assegnazione, compie l'impresa, forse addirittura più straordinaria della vittoria del premio, di far capire al marito il proprio egoismo, spingendolo a compiere un gesto di reale e profonda amicizia nei confronti di tutti coloro che lo hanno sopportato negli anni.
Amy e Sheldon avranno due figli, un maschio di nome Leonard e una femmina.

### Penny
Nei confronti di Penny, Amy prova un ambiguo sentimento di profonda stima e, talvolta, persino di attrazione fisica, che si manifesta sotto forma di battute e allusioni sessuali saffiche. Nonostante il fatto che inizialmente fosse molto indifferente e prevenuta nei confronti dell'attrice, con il passare del tempo, sentendosi sempre più parte del gruppo, inizia a considerarla la sua migliore amica (le affibbia infatti dei nomignoli come "migliore amica" o "amica del cuore"), anche se Penny, pur volendole bene, a volte è un po' imbarazzata da lei. Amy sostiene che Penny sia il fulcro della sua vita sociale, e che è stato proprio merito di Penny se ora lei ha degli amici, facendola uscire dal suo guscio. Per questo la sceglierà come damigella d'onore, e questo è l'evento che confermerà come anche Penny, col tempo, abbia iniziato anche lei a considerare la neurobiologa la propria migliore amica, in quanto è l'iniziale scelta di Amy sull'avere Bernadette come damigella a offendere Penny, che si considerava una scelta ovvia.

### Bernadette
Se da una parte Amy ha un buon rapporto d'amicizia con Bernadette, dovuto ai loro quozienti intellettivi più alti rispetto a quello di Penny, dall'altra, soprattutto nei primi tempi, la vede come una rivale nel suo ruolo di migliore amica di Penny. Infatti, molto spesso Penny e Bernadette si vedono da sole perché trovano Amy noiosa e imbarazzante. Alla fine della quinta stagione, Amy fa da damigella d'onore alle nozze di Bernadette e Howard, coronando un suo sogno e saziando la sua mania di protagonismo e da quel momento la sua amicizia con Bernadette migliorerà sempre di più.